# Fakultet ekonomije i turizma "Dr. Mijo Mirković" u Puli
Fakultet ekonomije i turizma "Dr. Mijo Mirković" osnovan je 30. lipnja 1960. godine kao Viša ekonomska škola "Dr. Mijo Mirković", prva visokoškolska ustanova u Hrvatskoj izvan Zagreba. Danas djeluje u sastavu Sveučilišta Jurja Dobrile u Puli.

## Povijest
Inicijativa za osnutak prve visokoškolske ustanove u Istri potječe iz 1956. godine kada je akademik Mijo Mirković predložio osnivanje Jadranskog sveučilišta. To je sveučilište prema Mirkovićevoj ideji trebalo biti segmentirano na nekoliko fakulteta smještenih u većim gradovima na jadranskoj obali, točnije u Puli, Rijeci, Zadru, Splitu i Dubrovniku. Kako je Mirković bio ugledni ekonomist i profesor na Ekonomskom fakultetu u Zagrebu predložio je da upravo u Puli bude lociran studij ekonomije. Ideja je ostvarena 30. lipnja 1960. kada je rješenjem tadašnjeg Kotara Pule i Savjeta za prosvjetu pri Vladi NR Hrvatske osnovana dvogodišnja Viša ekonomska škola u Puli. Na njoj su se obrazovali prvih nekoliko godina samo ekonomisti općeg smjera, a već su 1965. ustrojena tri studijska smjera: turizam i ugostiteljstvo, komercijalni smjer (marketing) te računovodstvo i financije. Podjela na ove smjerove trajala je do 2006. godine kada su se oni izvodili kao četverogodišnji fakultetski studiji.
Godine 1985. ustrojava se prvi četverogodišnji studij za diplomirane ekonomiste smjera računovodstva i financija, pa Viša ekonomska škola mijenja naziv u Studij ekonomije i turizma "Dr. Mijo Mirković" Pula. Godine 1990. škola mijenja ponovo naziv u Fakultet ekonomije i turizma "Dr. Mijo Mirković" Pula. Na tadašnjem FET-u radilo je tridesetak nastavnika u svim znanstveno-nastavnim, nastavnim i suradničkim zvanjima, a fakultet je bio ustrojen u 7 katedri.
Osnutkom Sveučilišta Jurja Dobrile 2006. godine Fakultet ekonomije i turizma koji je do tada bio u sastavu Sveučilišta u Rijeci postao je jedan od sveučilišnih odjela pa je stoga promijenio naziv, a promjenom Sveučilišnog statuta 2013. godine vraća ime Fakulteta. Na fakultetu danas studira 1.500 redovnih i izvanrednih studenata, a od 1962. godine kada je diplomirala prva generacija studenata pa do 2019. godine studij je završilo ukupno 8.000 studenta. 

## Organizacija fakulteta
Od 2006. godine na Fakultetu se izvode trogodišnji preddiplomski i dvogodišnji diplomski studiji:
- Ekonomija
- Financijski management
- Management i poduzetništvo
- Marketinško upravljanje
- Informatički menadžment
- Turizam

Po završetku diplomskog studija diplomanti na raspolaganju imaju ukupno pet poslijediplomskih studija:
- Poslijediplomski specijalistički studij „Marketing usluga“
- Poslijediplomski specijalistički studij „Ljudski resursi i društvo znanja“
- Poslijediplomski specijalistički studij „Europske integracije, regionalni i lokalni ekonomski razvoj“
- Poslijediplomski sveučilišni međunarodni doktorski studij „Međunarodni ekonomski odnosi i menadžment“
- Poslijediplomski sveučilišni doktorski studij „Nova ekonomija“

Na FET-u postoje i programi cjeloživotnog obrazovanja:
- Digitalni marketing - 24 sata digitalnog marketinga
- Seminar za turističke vodiče za područje Istarske županije
- Seminar za voditelje poslovnica
- Program izobrazbe u području javne nabave
- Redovito usavršavanje iz područja javne nabave
- Ljetna škola hrvatskog i njemačkog jezika

Nastavna djelatnost odvija se pritom na sljedećih deset katedri::
- Katedra za ekonomske teorije
- Katedra za nacionalnu i međunarodnu ekonomiju
- Katedra za financije
- Katedra za turizam
- Katedra za marketing
- Katedra za menadžment
- Katedra za organizaciju, poduzetništvo i pravo
- Katedra za računovodstvo
- Katedra za matematiku, statistiku i informatiku
- Katedra za strane jezike

## Međunarodna suradnja i sport
FET niz godina provodi i sudjeluje u brojnim programima međunarodne razmjene u sklopu kojih studenti imaju priliku raditi i natjecati se na konkretnom međunarodnom projektu, studirati na nekom od partnerskih sveučilišta ili slušati predavanja nastavnika s eminentnih sveučilišta širom svijeta. FET ostvaruje međunarodnu suradnju s nekoliko srodnih ustanova u SAD-u (Orlando,  Florida, Lexington, Kentucky), te sudjeluje u programu razmjene studenata i profesora poput ERASMUS+ i CEEPUS-a, kao i u njihovom sudjelovanju na međunarodnim skupovima. Također, FET je niz godina voditelj međunarodne škole stranih jezika u kojoj sudjeluju studenti iz cijele Europe, a dosad je ugostio i niz nastavnika iz renomiranog programa Fullbright Scholar. Sredstvima fondova Europska unija, na FET-u je oformljen i opremljen inovacijski laboratorij DA SPACE koji studentima nudi mogućnost rješavanja realnih studija slučaja renomiranih poduzeća i to u timskom radu s kolegama iz cijelog svijeta. 
U svrhu poboljšanja studentskog standarda, FET je akademske godine 2004./2005. započeo s organizacijom studentskih sportskih aktivnosti. Sport je na Sveučilištu Jurja Dobrile u Puli organiziran u dvije cjeline: rekreativnu i natjecateljsku. Rekreativne aktivnosti dostupne su i besplatne za sve studente Sveučilišta. Natjecateljski dio podrazumijeva sudjelovanje na domaćim i međunarodnim natjecanjima i turnirima. Od 2005. godine studentske sportske ekipe Sveučilišta sudjelovale su na brojnim natjecanjima i ostvarile vrhunske rezultate natječući se na međunarodnim turnirima u Milanu, Parizu, Barceloni, Valenciji, Rimu, New Yorku, Beogradu, Dublinu, Pragu, Novom Sadu, Ibizi, Madridu, Moskvi, Rotterdamu, Sarajevu, Cordobi, Istanbulu, Bejrutu, Maroku, Brašovu, Solunu, Crnoj Gori i Bardonecchia-i (Italija) te na brojnim domaćim natjecanjima i turnirima.

## Izdavaštvo i znanstveni skupovi
Fakultet je od 1988. do 1997. godine izdavao časopis Gospodarstvo Istre, a od 1998. godine objavljuje časopis Economic Research – Ekonomska istraživanja s međunarodnom strukturom uredništva, recenzenata i autora. Od 2015. godine započeo s izdavanjem znanstvenog časopisa Review of Innovation and Competitiveness (RIC) posvećenog obradi tema iz područja inovacija i konkurentnosti na mikro i makro razini.
Uz znanstvene časopise, fakultet je izdavač i brojnih knjiga iz područja ekonomije i turizma. 
Do 1990. godine bio je izdavač Zbornika radova Znanstvenog skupa „Susreti na Dragom kamenu“, a od tada organizira domaće i međunarodne znanstvene skupove u okviru kojih se objavljuju i zbornici radova.
Fakultet također posjeduje knjižnicu koja je osnovana 1960. godine usporedo s početkom rada Više ekonomske škole "Dr. Mijo Mirković" u Puli. Ispočetka vrlo mala, s najnužnijim primjercima stručne literature uglavnom za nastavno osoblje, ona se s vremenom razvija u knjižnicu koja svojim knjižnim fondom odgovara potrebama nastavnika i studenata. Danas knjižni fond ima 15.500 svezaka knjiga, 270 naslova domaće i strane periodike, zbirku magistarskih, specijalističkih i doktorskih radova te zbirku završnih i diplomskih radova.

## Znanstveni centri
U okviru Fakulteta djeluju dva znanstvena centra – Centar za empirijska društvena istraživanja i trendove (CASTER) i Centar za europska istraživanja (CEIPU). 
Svrha osnivanja i djelovanja znanstvenih centara proizlazi iz potrebe širenja istraživanja izvan uskih geografskih granica kroz upotrebu modernih empirijskih metoda kako bi se uspostavile snažne istraživačke veze s centrima i istraživačima iz međunarodnog okruženja, kao i iz činjenice nedostatnog sustavnog praćenja i istraživanja mogućnosti razvoja i učinaka članstva u EU-u što je posebno važno s aspekta Republike Hrvatske kao nove članice.
U okviru znanstvenih centara samostalno ili u suradnji s partnerima izrađeni su brojni dokumenti, strategije razvoja, planovi, analize, provedena su mnoga znanstvena istraživanja, objavljene publikacije i održan je velik broj događanja.

## Projekti
Zaposlenici Fakulteta ugovaraju i sudjeluju u brojnim znanstvenim i stručnim projektima i to internim, domaćim, međunarodnim i projektima financiranim iz sredstava i fondova Europske unije. 

## Nagrade i priznanja
Zaposlenici Fakulteta dobitnici su prestižnih nagrada i priznanja. 

## Studentski poduzetnički inkubator (SPIN)
SPIN omogućava studentima – poduzetnicima pomoć na putu ostvarenja njihovih ideja, od oblikovanja poslovnog prijedloga i poslovnog plana, predstavljanje potencijalnim partnerima i ulagačima, do pokretanja poduzetničkog poduhvata i trenutka osamostaljenja korištenjem infrastrukture, prostora, računala i telekomunikacijske opreme kao i pružanjem potrebnih informacija i znanja, odnosno savjetovanjem putem mentorstava. SPIN nastoji kreirati i poticati poduzetničku kulturu, inovacije i svijest o nužnosti interdisciplinarnog povezivanja svih sastavnica Sveučilišta, gospodarstva i javne uprave (od lokalne do državne razine). Studentski poduzetnički inkubator rasadnik je „start-up“ poduzeća. U dosadašnjem razdoblju formirana su 4 studentska „start-up“ poduzeća. 

## Udruga diplomiranih studenata FET-a (Udruga mladih i Alumni FET Pula)
FET je 2012. godine osnovao Udrugu diplomiranih studenata. Radi se o dobrovoljnom udruženju u koje se učlanjuju mladi ljudi (studenti) te svi oni koji su diplomirali, magistrirali ili doktorirali na Fakultetu ekonomije i turizma „Dr. Mijo Mirković“ Sveučilišta Jurja Dobrile u Puli.
Udruga mladih i Alumni FET Pula se zasniva na povezivanju nekadašnjih i sadašnjih studenata u zajednicu ALUMNI FET Pula, s ciljem upoznavanja te izgradnje međusobnog povjerenja. Udruga želi omogućiti studentima besplatne edukacije, upoznati ih s poduzetnicima te pružiti praksu i nova znanja kako bi mlade osobe pripremili i osposobili za izlazak na tržište rada te im pomogli prilikom prvog zapošljavanja ili samozapošljavanja. Udruga se bavi poticanjem poduzetništva među mladima te osposobljavanjem mladih za ulazak u poduzetničke vode.

## AIESEC Pula
AIESEC je najveća međunarodna studentska organizacija koja svake godine tisućama studenata pruža mogućnost odlaska na praksu u jednu od 114 zemalja diljem svijeta. Osim nezaboravnog iskustva, studentima se pruža mogućnost da se razvijaju kao pojedinci te steknu vrijedno iskustvo koje im može pomoći i u profesionalnom smislu. 

## Dekani
1. Mile Vlašić (1986. – 1989.)
2. Vinko Jurcan (1989. – 1991.)
3. Kazimir Lazarić (1991. – 1993.)
4. Đurđica Zoričić (1993. – 1997.)
5. Lovre Božina (1997. – 2001.)
6. Alfio Barbieri (2001. – 2005.)
7. Marinko Škare (2005. – 2007.)
8. Marli Gonan Božac (2007. – 2009.)
9. Valter Boljunčić (2009. – 2013.)
10. Danijela Križman Pavlović (2013. – 2017.)
11. Robert Zenzerović (2017. – 2020.)
12. Ksenija Černe (2020. – danas)

## Više informacija
- Sveučilište Jurja Dobrile u Puli

## Vanjske poveznice
- mrežno mjesto Fakulteta ekonomije i turizma "Dr. Mijo Mirković" u Puli
- službena Facebook stranica Fakulteta ekonomije i turizma "Dr. Mijo Mirković" u Puli